# Старая Цюрихская война
Старая Цюрихская война (нем. Alter Zürichkrieg) — военный конфликт в 1440—1446 годах между кантоном Цюрих и 7 другими кантонами Швейцарии за обладание графством Тоггенбург.
В 1436 году граф Фридрих VII Тоггенбургский умер, не оставив наследников. Цюрих под управлением бургомистра Рудольфа Штусси заявил о своих правах на земли Тоггенбургов. Кантоны Швиц и Гларус также заявили о своих правах, поддерживаемые остальными кантонами. В 1438 году Цюрих оккупировал эти земли и перерезал поставки зерна в Швиц и Гларус. В 1440 году другие кантоны исключили Цюрих из конфедерации и объявили ему войну. Цюрих отомстил, заключив союз с императором Священной Римской Империи Фридрихом III из династии Габсбургов.
Войска Цюриха потерпели поражение в битве при Санкт-Якобе на реке Зиль (нем.) 22 июля 1443 года, и Цюрих был осаждён. Фридрих обратился к французскому королю Карлу VII с просьбой атаковать конфедератов и затем послал войско из 30 000 наёмников живодёров под командованием дофина, будущего короля Людовика XI через Базель для помощи городу. В битве при Санкт-Якобе у Бирса около Базеля 26 августа 1444 года осаждающее войско примерно в 1500 швейцарских конфедератов было уничтожено, но французы понесли такие сильные потери (4000 убитыми), что Людовик XI решил отступить.
В мае 1444 года конфедерация осадила Грайфензее (нем.) и заняла город через четыре недели, 27 мая, обезглавив всех, кроме двоих, из 64 защитников города на следующий день, включая лидера Вильдханса фон Брайтенланденберга (нем.). Даже во времена войны массовая казнь считалась жестоким и несправедливым делом.
К 1446 году обе стороны были истощены и заключили перемирие. Конфедерация не смогла подчинить ни одного цюрихского поселения, кроме Грайфензее. Рапперсвиль и Цюрих выдержали атаки. В 1450 году стороны заключили окончательное мирное соглашение и Цюрих опять был принят в конфедерацию, но расторг свой альянс с Габсбургами.
Важным итогом войны стало то, что она показала, что конфедерация переросла в политический альянс, который больше не терпел сепаратистских стремлений единичных участников.
Основным источником о военном конфликте, помимо архивных материалов, является «Хроника Старой Цюрихской войны» (нем. Chronik des Alten Zürichkriegs), составленная около 1447 года государственным секретарём Швица Гансом Фрюндом.

## Сражения
- Бой на Этцеле
- Битва при Пфеффиконе
- Битва при Фрайенбахе
- Битва при Хирцеле
- Битва при Санкт-Якобе у Зиля
- Осада Грайфензее
- Битва при Санкт-Якобе у Бирса
- Первая битва при Эрленбахе
- Битва при Вольфхальдене
- Вторая битва при Эрленбахе
- Морское сражение на Цюрихском озере
- Битва при Воллерау
- Битва при Гамсе
- Битва при Бад-Рагаце

## Изображения

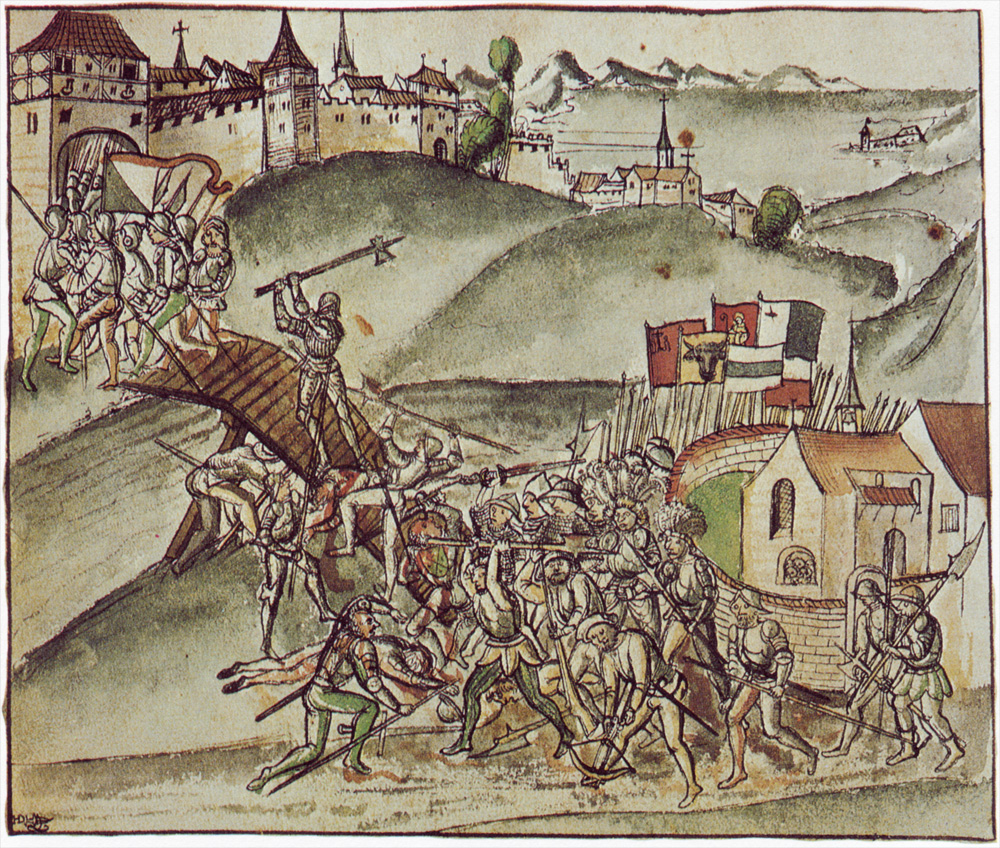
Бургомистр Цюриха Рудольф Штусси[нем.] защищает мост Св. Якоба от войск союзников в битве при Санкт-Якобе на реке Зиль[нем.] (1443). Иллюстрация из «Федеральной хроники» Вернера Шодолера, 1515 год.
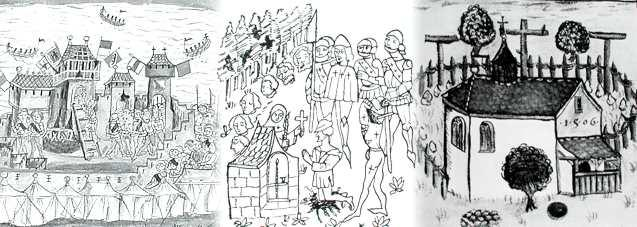
Осада и казнь габсбургских защитников Грайфензее (1444), справа часовня в память о погибших.
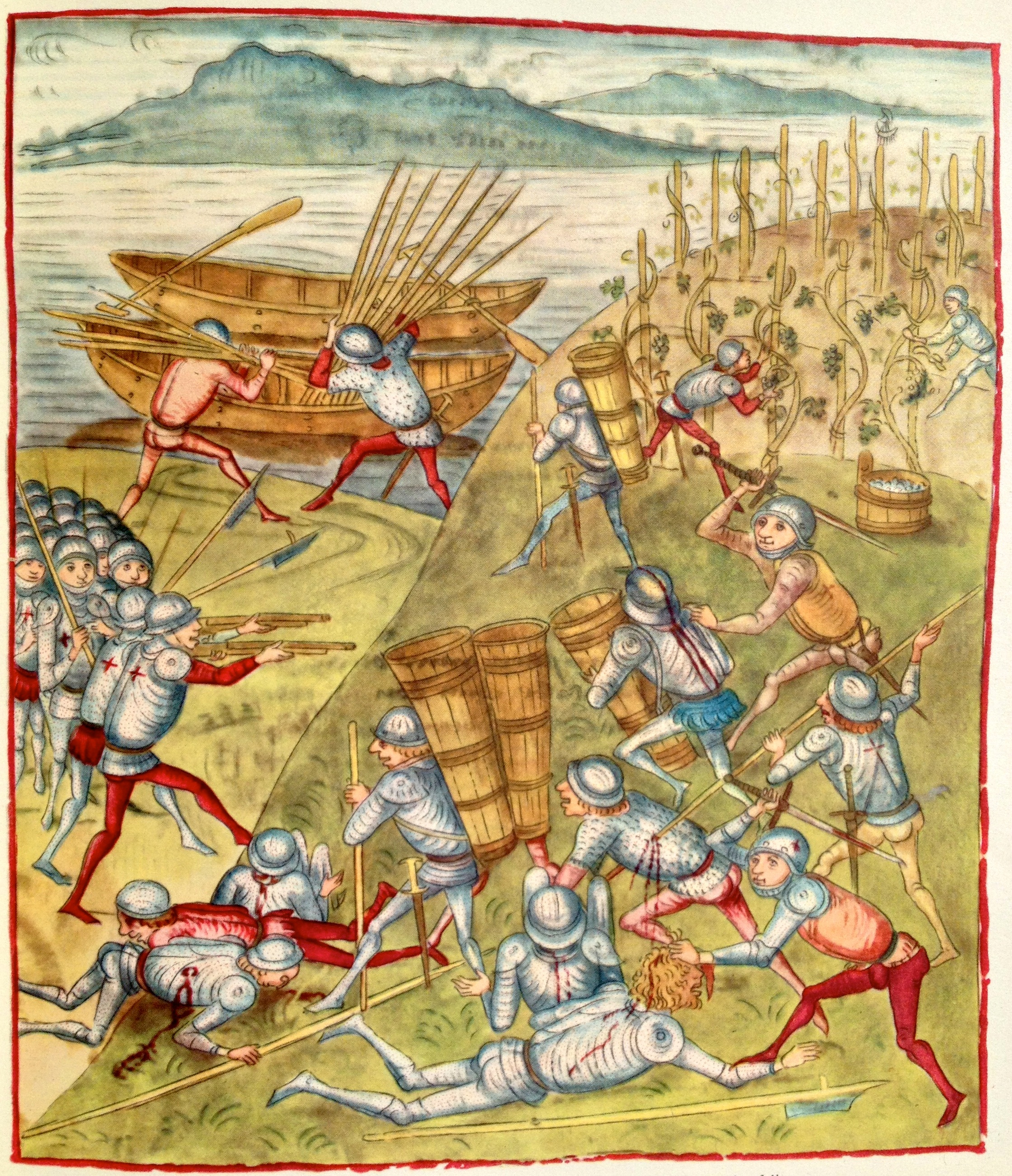
Первая битва при Эрленбахе 13 октября 1444 г. Иллюстрация из «Бернской хроники» Диболда Шиллинга Старшего, 1470 г.
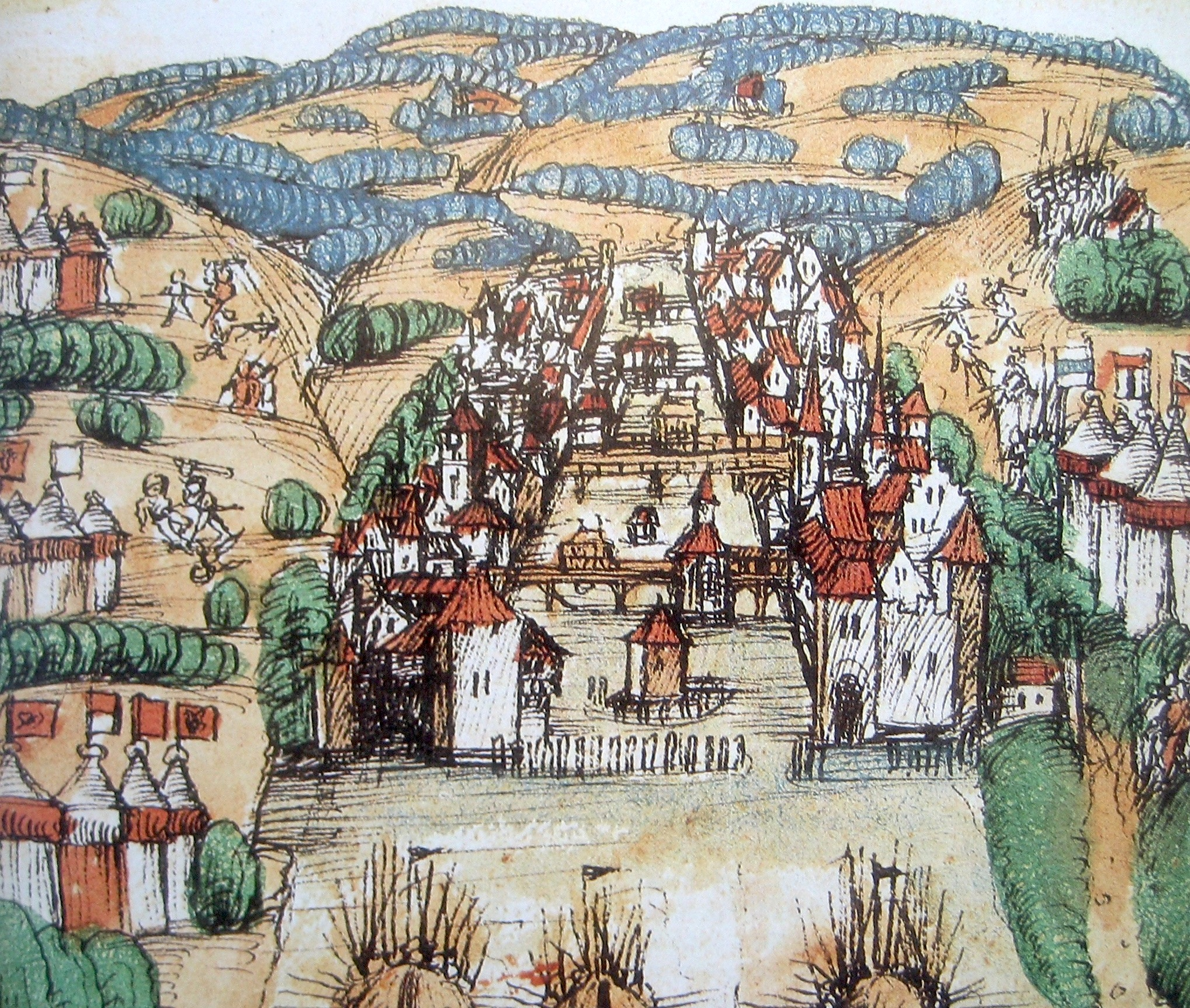
Осада Цюриха конфедератами (1444). Иллюстрация из «Цюрихской хроники» Герольда Эдлибаха, 1488 г.
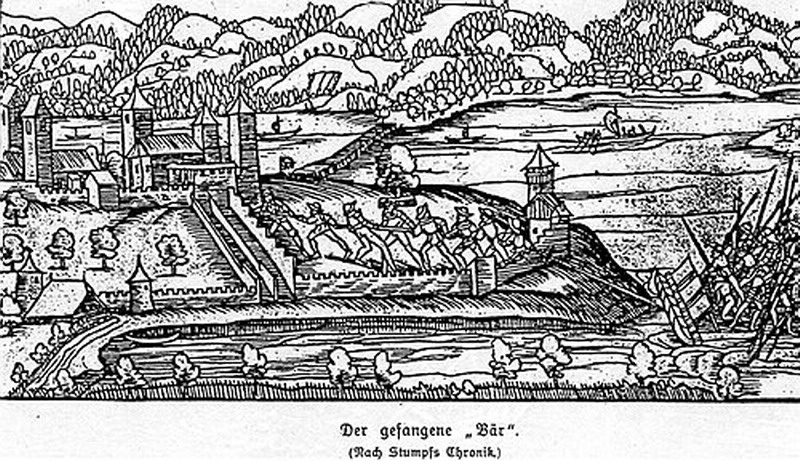
Рапперсвильские габсбургские солдаты захватывают барк, управляемый солдатами Швица, на Цюрихском озере у Эндигерхорна в Рапперсвиле, около 1445 г.